# Phêrô Trương Bá Cần
Trương Bá Cần (tên thật: Trần Bá Cường, 1930–2009) là một linh mục Công giáo người Việt, từng giữ các chức vụ: Ủy viên đoàn Chủ tịch của Ủy ban Đoàn kết Công giáo Việt Nam; phó chủ tịch Ủy ban Đoàn kết Công giáo Thành phố Hồ Chí Minh; phó chủ tịch, ủy viên Ủy ban Mặt trận Tổ quốc Việt Nam Thành phố Hồ Chí Minh và tổng biên tập Báo Công giáo và Dân tộc. 

## Tiểu sử
Trương Bá Cần sinh ngày 13 tháng 7 năm 1930 tại Hương Khê, Hà Tĩnh, tên thánh là Phêrô. Năm 1958, ông được thụ phong linh mục tại Nhà thờ Đức Bà Paris, Pháp. Từ năm 1964 đến 1975, Linh mục Trương Bá Cần tham gia nhiều hoạt động chống chiến tranh Việt Nam, chống độc tài, kêu gọi hòa bình, đòi dân chủ dân sinh, đấu tranh cho quyền lợi của giới công nhân, chống đàn áp và tra tấn sinh viên. Cũng trong khoảng thời gian này, ông là Tổng Tuyên Úy của Phong trào Thanh niên Lao động Công giáo (Thanh Lao Công) trên toàn Việt Nam Cộng hòa. Năm 1969, ông cùng với linh mục Stêphanô Chân Tín, Nguyễn Ngọc Lan và một số linh mục, thân hữu tiến bộ xuất bản tạp chí Đối Diện.
Sau năm 1975, Linh mục Trương Bá Cần là thành viên trong ban chủ trương của báo Công giáo và Dân tộc (không thuộc Giáo hội Công giáo), từ tháng 3 năm 1976 làm Phó Tổng biên tập, từ 1991 là Tổng Biên tập Báo Công giáo và Dân tộc.. Ông từ trần ngày 10 tháng 7 năm 2009, hưởng thọ 79 tuổi, an táng tại nghĩa trang giáo xứ Châu Nam.

## Khen thưởng
- Huân chương Độc lập hạng ba
- Huân chương Đại đoàn kết dân tộc
- Huy chương Vì sự nghiệp báo chí.